# Róisín Murphy
Róisín Murphy, nome completo Róisín Marie Murphy (Arklow, 5 luglio 1973), è una cantante irlandese naturalizzata britannica. Ha raggiunto la fama come voce del duo Moloko, prima di intraprendere la carriera da solista.

## Carriera solista
Parallelamente all'impegno con i Moloko, Murphy collabora anche con altri artisti, tra cui Boris Dlugosch (già autore del remix del singolo dei Moloko, Sing it Back), col quale ha prodotto il singolo Never Enough (2001), gli Psychedelic Waltons (Wonderland), gli Handsome Boy Modeling School (The Truth), gli Spook (Feel Up, cover dell'omonimo brano di Grace Jones), e i Pulp.

### Ruby Blue(2005 - 2006)
Nel 2004 collabora con il produttore Matthew Herbert, che precedentemente aveva prodotto alcuni remix dei Moloko, per dare vita ad una carriera solista. Pubblica tre EP in edizione limitata su vinile: Sequins 1, Sequins 2 e Sequins 3, cui segue, nel giugno 2005, la pubblicazione dell'album Ruby Blue con la casa discografica Echo Records.

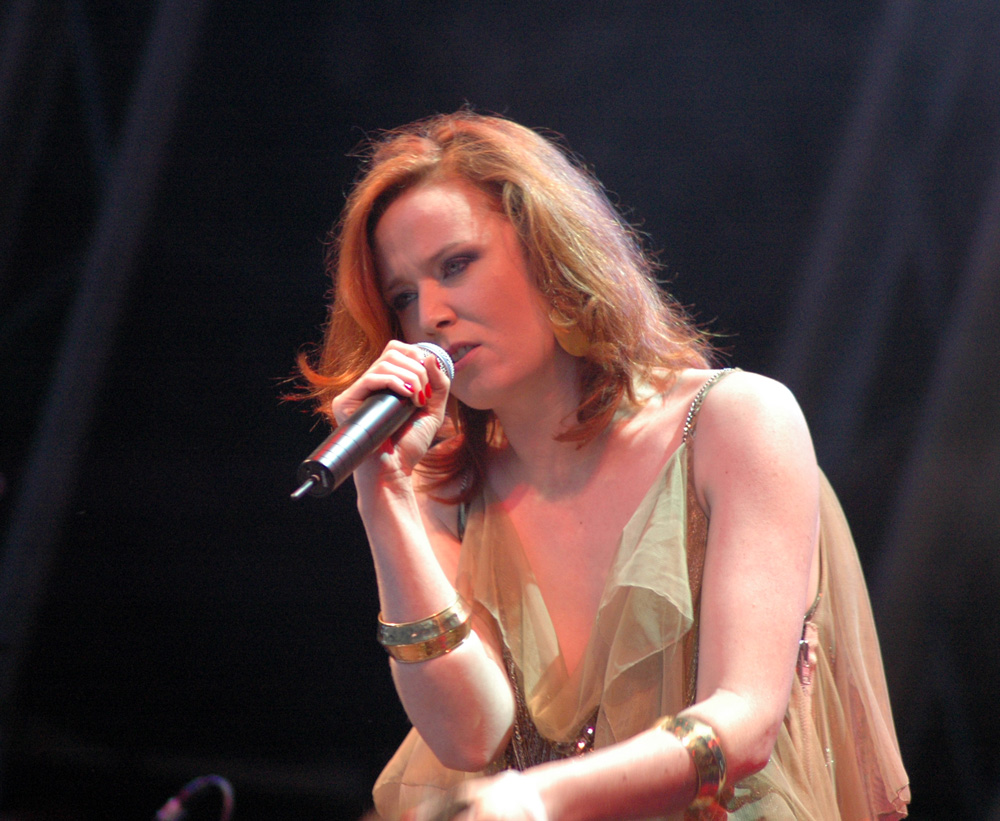
Roisin Murphy a Glastonbury nel 2005

Nell'aprile 2006 l'album approda negli Stati Uniti, dove gode di un discreto successo anche grazie all'utilizzo di diverse tracce in telefilm e programmi televisivi.
Nei primi mesi del 2006 debutta negli Stati Uniti, e pochi mesi dopo si riunisce temporaneamente a Mark Brydon dei Moloko per promuovere Catalogue, raccolta di singoli del duo.

### Overpowered(2007 - 2008)
Nel maggio 2006 firma un contratto con la casa discografica EMI e inizia a lavorare con numerosi produttori al nuovo album, Overpowered, uscito in Italia il 19 ottobre 2007 e preceduto da due singoli: la title track Overpowered e Let Me Know.
Il tour promozionale dell'album è durato un anno e mezzo, toccando anche l'Australia e gli Stati Uniti. Il 29 ottobre 2007, durante un'esibizione a Mosca, si ferisce al sopracciglio e parte dell'occhio. Cancellate alcune date seguenti, il tour è ripreso il 3 novembre.
Da Overpowered è stato estratto un terzo singolo, You Know Me Better, pubblicato il 31 marzo 2008. Il quarto singolo previsto, Movie Star, dopo numerose posticipazioni è stato definitivamente cancellato, nonostante la circolazione sia di un videoclip, sia di un promo con alcuni remix e la B-side Slave to Love, cover di un brano di Bryan Ferry, usata per lo spot televisivo per Gucci. Alla base dell'annullamento del singolo è anche la crisi che ha coinvolto l'etichetta discografica EMI.

### La pausa (2009 - 2013)

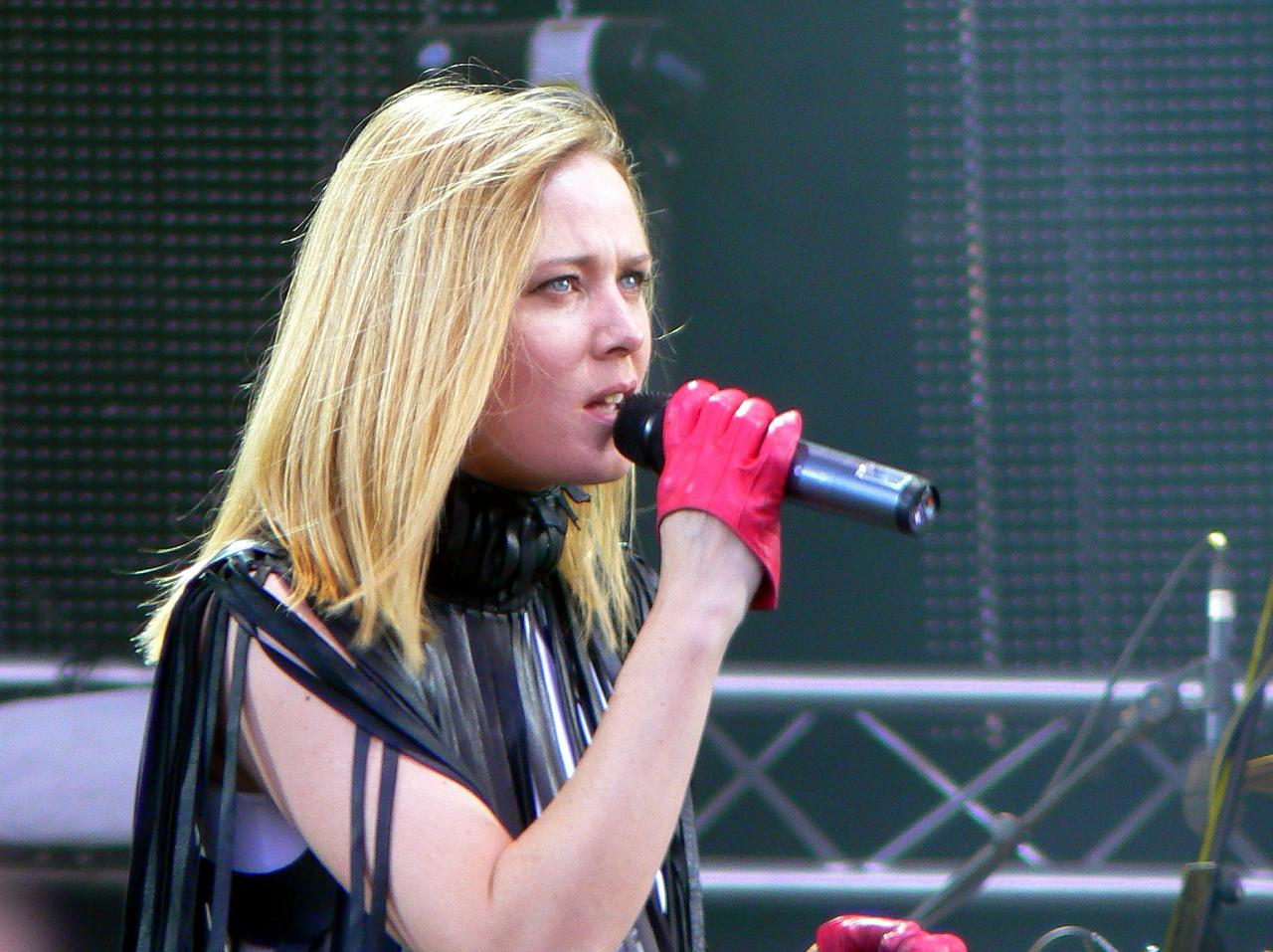
Roisin Murphy in concerto nel 2008

Tra il 2009 e il 2013 continua a scrivere canzoni e a collaborare a progetti di altri artisti, ma ha ripetutamente posticipato la realizzazione di un terzo disco solista perché incerta sull'identità da adottare per l'album e sulla sua immagine di artista. Rescisso il contratto discografico con la casa discografica EMI, ha pubblicato solo tre brani: Orally Fixated (2009), Momma's Place (2010) e Simulation (2012). Tra le collaborazioni spiccano quelle con i Crookers, i Mason, Toddla T, David Morales, Luca C & Brigante, Freeform Five.
In questo periodo Róisín si è esibita numerose volte in coincidenza di eventi promozionali e lanci di nuove collezioni di moda presentando performance a metà strada fra il DJ-set e il concerto, dove l'artista mixa brani altrui con i propri, canta dal vivo ed interagisce con installazioni visuali da lei curate.

### Mi senti(2014)
Il 28 maggio pubblica Mi senti, un EP contenente cover di cinque classici della musica italiana degli anni '70. Il disco, prodotto dal compagno Properzi e dal collaboratore di lunga data Eddie Stevens, contiene cover di Mina, Patty Pravo, Lucio Battisti, e Gino Paoli, più la composizione originale In Sintesi. Róisín ha definito Mi senti un progetto di canto, prima ancora che linguistico e di ricerca musicale.
«Di solito scrivo io il materiale che canto, ma ora, registrati questi brani, mi rendo conto di aver scritto di rado canzoni che "spingessero" veramente la mia voce. [...] Cantarle è stato uno sforzo. Ovviamente spero che lo sforzo non sia percepibile. Una brava cantante dovrebbe essere in grado di far sembrare tutto semplice.»

### Hairless ToyseTake Her Up to Monto(2015 - 2017)
Hairless Toys, primo album di inediti per Róisín dopo 8 anni, è stato annunciato il 16 gennaio 2015 e pubblicato l'11 maggio per l'etichetta Play It Again Sam.
Per la realizzazione di Hairless Toys, Róisín si è affidata al produttore Eddie Stevens, già collaboratore dei Moloko e direttore live di ogni tournée di Róisín dal 1998 a questa parte. La sessione di scrittura si è concentrata nell'arco di cinque settimane e ha dato frutto a 35 brani.

A proposito dell'album, Róisín ha scritto:
«C'era il desiderio di realizzare un disco indiscutibilmente raffinato. Ha più strati, strumentazione elettronica e dal vivo, musicalmente va in posti in cui la maggior parte della musica pop non si colloca. È emotivamente sincero e rivestito di ironia. Non sono certo partita con l'idea di realizzare qualcosa di unico in sé, ma Eddie [produttore e collaboratore di Róisín dai tempi dei Moloko, ndr] ha una visione che non ha nessun altro su questo pianeta e davvero è qualcosa che non avete mai ascoltato prima. Quindi è impossibile descriverlo, se non dicendo che... è sentito.»
I videoclip realizzati per Hairless Toys (Exploitation, Evil Eyes, Unputdownable e House of Glass) costituiscono le prime esperienze di Róisín come regista.
Hairless Toys ha ottenuto una candidatura come album dell'anno al premio Mercury 2015.
L'8 luglio 2016 esce Take Her Up To Monto, il quarto album da solista. I suoi nove brani sono tratti dalle stesse sessioni di Hairless Toys, ma alcuni di essi sono stati rimaneggiati per una maggiore uniformità stilistica. Come in Hairless Toys, Murphy ha diretto i video dei singoli estratti dall'album (Ten Miles High e Whatever).

### La serie di vinili con Maurice Fulton (2018)
Il 21 marzo 2018 Róisín annuncia la pubblicazione di nuovi inediti prodotti con Maurice Fulton, già autore di un remix di House Of Glass, dall'album Hairless Toys.
La collaborazione consiste in otto tracce divise su quattro pubblicazioni in formato vinile e digitale, rilasciate fra i mesi di maggio e novembre 2018.
L'identità visiva e sonora di questo progetto pesca a piene mani dalle atmosfere della musica da ballo dei primi anni '90. Gli artwork dei quattro vinili sono stati affidati al designer portoghese Bráulio Amado. Nel mese di aprile 2018 Róisín ha organizzato una residenza artistica di due giorni a Londra, in cui ha invitato ballerini, coreografi e attori per mettere in atto un vero e proprio rave. Durante l'evento, Róisín ha diretto i videoclip per tre brani, corrispondenti ai lati A della serie di vinili: All My Dreams (18 maggio), Plaything (29 giugno), e The Rumble (12 novembre). Il video di Jacuzzi Rollercoaster, cantata assieme ad Ali Love, è stato registrato in seguito e pubblicato il 3 ottobre, pochi giorni dopo la pubblicazione del relativo vinile.

### Róisín MachineeCrooked Machine(2019 - 2022)

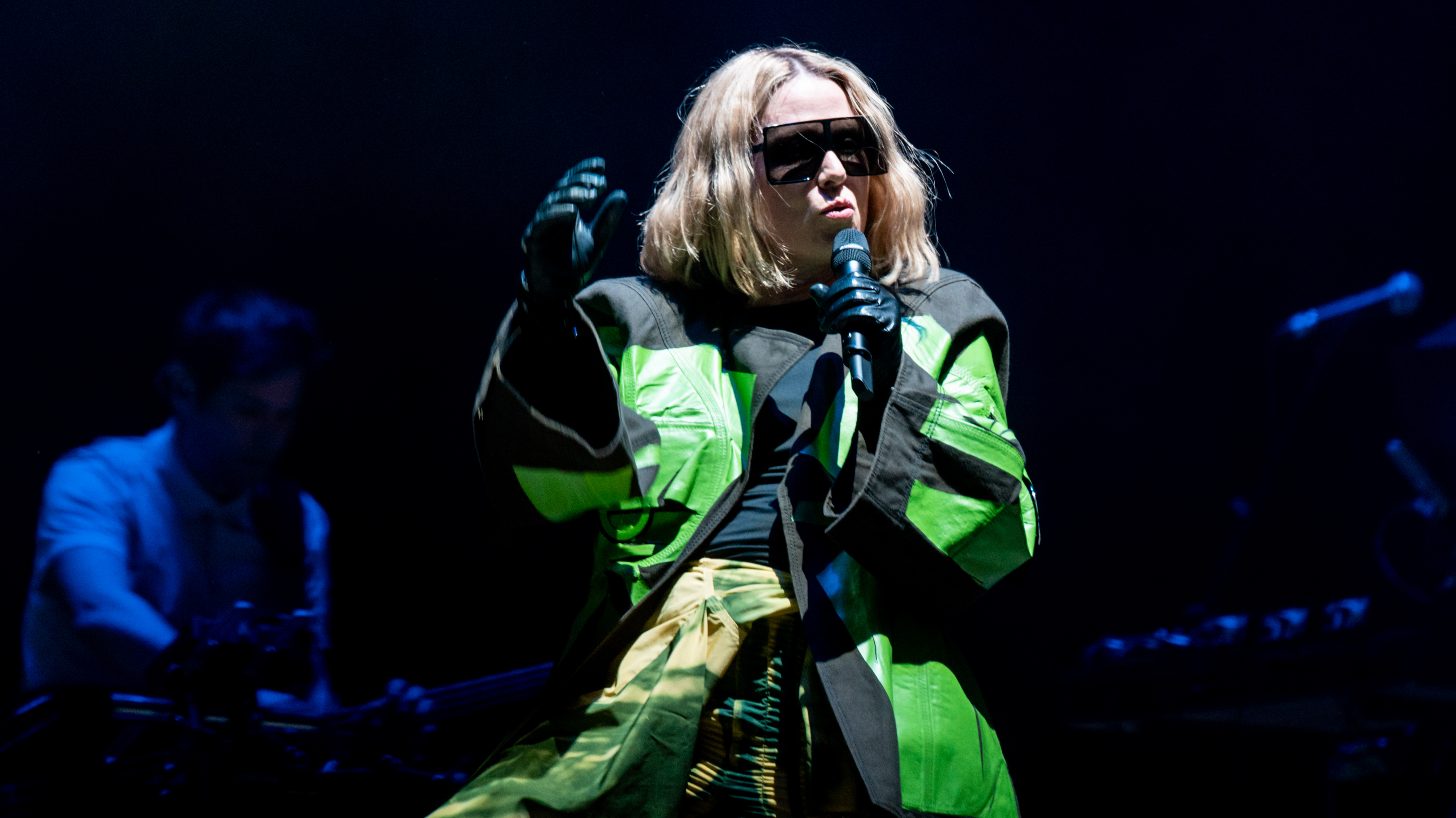
Roisin Murphy nel 2019

Fra il giugno 2019 e il luglio 2020 Róisín pubblica 4 singoli prodotti con l'amico di lunga data DJ Parrot, conosciuto nella scena club di Sheffield negli anni '90. L'unico singolo accompagnato da un videoclip nel senso più classico del termine è Narcissus, un vero e proprio tributo alle performance televisive di Raffaella Carrà degli anni 70. Gli altri singoli (Incapable, Murphy’s Law, Something More) hanno guadagnato visibilità grazie alle performance che la cantante ha registrato nelle proprie case di Londra e Ibiza durante i mesi di lockdown da Covid-19.
Il 2 ottobre 2020 esce per l'etichetta Skint/BMG Róisín Machine, 5º album di studio per Róisín. L'LP raccoglie tutte le collaborazioni con DJ Parrot prodotte nell'arco dei precedenti 8 anni, incluse Simulation (2012), Jealousy (2015), i singoli pubblicati fra il 2019 e il 2020 e 4 ulteriori inediti registrati durante i mesi di lockdown. Musicalmente, l'album segna un ritorno alle sonorità disco, in particolare esplorando le sfumature nu-disco, electropop, funk, post-disco, electro-R&B, Chicago house, dub and minimal funk, e con una certa resistenza alla classica struttura pop strofa-ritornello. In aggiunta all'ottimo successo con la critica, Róisín Machine ha raggiunto la 14ª posizione nella classifica degli album del Regno Unito.
Il 30 aprile 2021 esce Crooked Machine, un remix album di Róisín Machine completamente prodotto e curato dallo stesso produttore di Róisín Machine DJ Parrot.

### Hit Parade (2023)
Il sesto album di inediti Hit Parade è stato pubblicato l’8 Settembre 2023, prodotto con Dj Koze e uscito per l'etichetta Ninja Tune.
La creazione dell'album è avvenuta fra il 2015 e il 2021, prevalentemente da remoto. Nel corso dei sei anni, Murphy inviava a DJ Koze i suoi spunti, che tornavano indietro prodotti, rimaneggiati, talvolta completamente reinventati dalla versione precedente (Two Ways era inizialmente una ballata country. Can't Replicate era apparsa in stile balearic house in un post Instagram di Murphy del 2020).
Il primo brano pubblicato da Hit Parade è stato Can't Replicate, uscito come white label il 24 febbraio 2023. Firmato il contratto con Ninja Tune, la promozione è iniziata con quattro singoli ufficiali usciti fra la primavera e l'estate del 2023: CooCool, The Universe, Fader e You Knew.
Fader è stato rilasciato il 20 giugno assieme a un videoclip diretto da Róisín stessa ed ambientato nella sua città natale Arklow.
Il titolo Hit Parade è ispirato a una promessa ironica che DJ Koze fece a Murpy durante la creazione del disco: "Ti farò finire nella hit parade, ti manderò a Top of the Pops!"
Promessa in qualche modo realizzata, visto che Hit Parade ha debuttato al quinto posto della classifica degli album inglesi, miglior risultato commerciale di Murphy per la sua carriera solista, secondo solo a Things To Make And Do dei Moloko, che raggiunse il terzo posto nel 2000.

## Vita privata
Cresciuta ad Arklow, nella contea di Wicklow, a dodici anni si trasferisce con la famiglia a Manchester, Inghilterra.
Dopo tre anni i genitori divorziano e ritornano in Irlanda, ma Róisín rimane nel Regno Unito e a diciassette anni si iscrive ad una scuola di specializzazione. Successivamente si trasferisce a Sheffield, dove incontra Mark Brydon e forma assieme a lui i Moloko.
Dopo aver vissuto fra Irlanda e Londra, dal 2020 vive ad Ibiza  con il compagno Sebastiano Properzi e i suoi due bambini: una figlia nata il 16 dicembre 2009 dal allora compagno Simon Henwood, un figlio nato il 16 ottobre del 2012 da Properzi.
Nel gennaio 2019 la rivista Loverboy ha organizzato una doppia intervista con annesso servizio fotografico con Róisín e la famosa drag queen Detox, ex concorrente di RuPaul's Drag Race e dichiaratamente fan della cantautrice irlandese.
Nel 2022, Murphy ha interpretato la strega Mercury nella serie Neflix The Bastard Son & The Devil Himself.
Nell'agosto 2023, a due settimane dal rilascio del sesto album Hit Parade, è circolato in rete uno screenshot che ritrae un commento dal profilo Facebook personale di Murphy. Il testo contiene opinioni di Murphy sui bloccanti ormonali e sui bambini transessuali che hanno suscitato polemiche in rete e minacce di boicottaggio del suo lavoro. Alcuni giorni dopo, Murphy ha pubblicato una nota dal suo profilo X in cui ha espresso il suo dispiacere per le reazioni causate, l'inclusività del proprio lavoro artistico, e l'intenzione di non portare la conversazione in uno spazio pubblico, né tantomeno di condurre una campagna ideologica.

## Discografia

### Con i Moloko

#### Album in studio
- 1995 - Do You Like My Tight Sweeter?
- 1998 - I Am Not a Doctor
- 2000 - Things to Make and Do
- 2003 - Statues

#### Album dal vivo
- 2004 - 11,000 Clicks

#### Raccolte
- 2006 - Catalogue

### Solista

#### Album in studio
- 2005 - Ruby Blue
- 2007 - Overpowered
- 2015 - Hairless Toys
- 2016 - Take Her Up to Monto
- 2020 - Róisín Machine
- 2023 - Hit Parade

#### Album dal vivo
- 2007 - Live at Ancienne Belgique 19.11.07

#### Album di Remix
- 2021 - Crooked Machine

#### EP
- 2005 - Sequins 1
- 2005 - Sequins 2
- 2005 - Sequins 3
- 2014 - Mi senti
- 2018 - All My Dreams / Innocence
- 2018 - Plaything / Like
- 2018 - Jacuzzi Rollercoaster / Can't Hang On
- 2019 - The Rumble / World's Crazy